# نزيل عزمي
نزيل عزمي (بالإنجليزية: Nazeel Azami)‏ هو مغني وكاتب غنائي إنجليزي بدأ مسيرته الفنية عام 2002. يجيد الغناء بالعربية والبنغالية.

## حياتة
نزيل هو من أصل بنغلاديشي، ونشأ في لندن ومانشستر. ذهب إلى مدرسة ابتدائية في لندن، والمدارس الثانوية في ثلاث دول، وتخرج مع شهادة البكالوريوس في الفيزياء مع الأعمال والإدارة

## وصلات خارجية
- نزيل عزمي على موقع أول ميوزيك (الإنجليزية)
- نزيل عزمي على موقع ديسكوغز (الإنجليزية)
- الموقع الرسمي